# مکان نابغه
مکان نابغه Genius Loci یک انیمیشن کوتاه فرانسوی محصول سال ۲۰۲۰ و به کارگردانی آدرین مریگو است.

## داستان
رنه، یک جوان تنها، یک شب یگانگی افسانه‌ای را در زیر هرج و مرج شهری می‌بیند.

## افتخارات و جوایز
در سال ۲۰۲۱، نامزد جایزه اسکار بهترین پویانمایی کوتاه شد.